# ویکی‌پدیای آذربایجانی (با خط فارسی)
ویکی‌پدیای آذربایجانی نسخهٔ زبان آذربایجانی با خط فارسی وبگاه ویکی‌پدیا است. ویکی‌پدیای آذربایجانی با خط فارسی در ۲۶ بهمن ۱۳۹۶، با بیش از ۶۸٬۱۶۰ مقاله، در ردهٔ هفتادوسه ویکی‌پدیاها قرار داشت. این ویکی در تاریخ ۲۳ خرداد ۱۳۹۷، با بیش از ۸۶٬۸۰۰ مقاله، در رده ۶۳ ویکی‌پدیا قرار گرفت. این ویکی در تاریخ ۲۰ مرداد ۱۳۹۷ به صدهزارگی رسیده و در رده ۶۰ ویکی‌پدیا از نظر تعداد مقاله قرار گرفت. شاخص ژرفای این ویکی با عدد ۵ در رتبه‌های پایین بین ویکی‌پدیاهای موجود قرار دارد. این ویکی عمدتاً توسط ترک‌زبانان ایرانی نوشته می‌شود.